# Amphiplica plutonica
Amphiplica plutonica là một loài ốc biển, là động vật thân mềm chân bụng sống ở biển thuộc họ Pseudococculinidae.

## Miêu tả
Độ dài vỏ lớn nhất ghi nhận được là 10.8 mm.

## Môi trường sống
Độ sâu nhỏ nhất ghi nhận được là 6600 m. Độ sâu lớn nhất ghi nhận được là 7225 m.